# Markus Persson (giocatore di football americano)
Markus Persson (Ystad, 1992) è un giocatore di football americano svedese che milita nel ruolo di defensive back negli Ystad Rockets e nella nazionale svedese.
In precedenza ha militato negli Uppsala 86rs, nei Wasa Royals, nei Koç Rams e negli Stockholm Mean Machines.
Nel 2021 è diventato vicecampione europeo con la nazionale svedese.

## Palmarès

### Club
- SM-Finalen: 2

Carlstad Crusaders: 2016, 2017, 2020
- Vaahteraliiga: 1

Helsinki Roosters: 2018